# Лещина колхидская
Лещина колхидская, или орешник колхидский (лат. Corylus colchica) — вид листопадных кустарников рода Лещина (Corylus) семейства Берёзовые (Betulaceae).
В культуре неизвестен.

## Распространение и экология
В природе ареал вида находится в Грузии.
Произрастает в горах по верхней границе леса (до 2100—2300 м над уровнем моря).

## Ботаническое описание
Кустарник высотой 0,5—1 м. Годовалые ветки голые, светло-бурые; зрелые — шелковисто-волосистые, тёмно-серые.
Почки крупные, продолговатые, красновато-бурые и опушённые. Прилистники ланцетные, заострённые. Листья яйцевидные, почти округлые или обратнояйцевидные, длиной 5—7 см, шириной 6 см, в основании округлые, иногда слабо сердцевидные, коротко заострённые или на верхушке закруглённые, мелко- и остро- удвоенно-пильчатые, сверху тёмно-зелёные, рассеянно-волосистые, снизу светло-зелёные, на шелковисто волосистых черешках длиной 8—12 мм.
Тычинковые серёжки красновато-бурые, по 1—2 в пазухах листьев.
Плоды — орехи, одиночные или по 2—3 вместе, мелкие, широкояйцевидные, длиной 13 мм, диаметром 11 мм. Обёртка шелковисто-волосистая, однолистная, плотно обтягивающая орех.
Цветение в апреле. Плодоношение в сентябре.

## Таксономия
Вид Лещина колхидская входит в род Лещина (Corylus) подсемейства Лещиновые (Coryloideae) семейства Берёзовые (Betulaceae) порядка Букоцветные (Fagales).
|  |                                      |  |                                                             |                                                             |                     |  | ещё 7 семейств (согласно Системе APG II) | ещё 7 семейств (согласно Системе APG II)                   |                                                            |  |  |  | ещё 3 рода   | ещё 3 рода            |  |  |
|  |                                      |  |                                                             |                                                             |                     |  | ещё 7 семейств (согласно Системе APG II) | ещё 7 семейств (согласно Системе APG II)                   |                                                            |  |  |  | ещё 3 рода   | ещё 3 рода            |  |  |
|  |                                      |  |                                                             | порядок Букоцветные                                         |                     |  |                                          |                                                            | подсемейство Лещиновые                                     |  |  |  |              | вид Лещина колхидская |  |  |
|  |                                      |  |                                                             | порядок Букоцветные                                         |                     |  |                                          |                                                            | подсемейство Лещиновые                                     |  |  |  |              | вид Лещина колхидская |  |  |
|  | отдел Цветковые, или Покрытосеменные |  |                                                             |                                                             | семейство Берёзовые |  |                                          |                                                            | род Лещина                                                 |  |  |  |              |                       |  |  |
|  | отдел Цветковые, или Покрытосеменные |  |                                                             |                                                             |                     |  |                                          |                                                            |                                                            |  |  |  |              |                       |  |  |
|  |                                      |  | ещё 44 порядка цветковых растений (согласно Системе APG II) | ещё 44 порядка цветковых растений (согласно Системе APG II) |                     |  |                                          | ещё одно подсемейство, Берёзовые (согласно Системе APG II) | ещё одно подсемейство, Берёзовые (согласно Системе APG II) |  |  |  | ещё 16 видов |                       |  |  |
|  |                                      |  |                                                             | ещё 44 порядка цветковых растений (согласно Системе APG II) |                     |  |                                          |                                                            | ещё одно подсемейство, Берёзовые (согласно Системе APG II) |  |  |  |              |                       |  |  |